# Лабидин, Дафер
Да́фер Лабиди́н (имя при рождении — Зафе́р Аль-Абиди́н) (араб. ظافر العابدين‎; род. 26 ноября 1972, Тунис, Тунис) — тунисский актёр, сценарист, режиссёр и продюсер и бывший профессиональный футболист.

## Биография
Дафер родился 26 ноября 1972 года в городе Тунис в Тунисе, окончил Бермингемскую школу актёрского мастерства и дебютировал в кино в Великобритании.
В качестве актёра в фильмографии Лабидина присутствуют такие фильмы, как «Секс в большом городе 2», «Голограмма для короля» и «Код да Винчи».
В 2017 году по данным журнала Sayidaty Лабидин был признан лучшим актёром Арабского мира.
В ноябре 2018 года он занял должность одного из жюри под руководством Билле Аугуста на юбилейном 40-м Каирском международном кинофестивале.
В конце 2020 года Лабидин принял участие в музыкальном песенном телешоу «Маска — кто ты?», арабской адаптации популярного международного формата «The Masked Singer» в костюме Льва и выбыл в первом выпуске.

## Личная жизнь
Лабидин несколько лет женат на девушке по имени Хенд Сабри и имеет от неё дочь.

## Избранная фильмография
| Год       |   | Русское название          | Оригинальное название       | Роль                    |
| --------- | - | ------------------------- | --------------------------- | ----------------------- |
| 2005      | с | Чисто английское убийство | The Bill                    | Али Хакими              |
| 2006      | ф | Код да Винчи              | The Da Vinci Code           | агент PTS               |
| 2006      | ф | Дитя человеческое         | Children of Men             | Дафер                   |
| 2006      | с | Призраки                  | Spooks                      | Шараф                   |
| 2007      | ф | Восхождение пехотинца     | Rise of the Footsoldier     | Эмре Баран              |
| 2010      | ф | Центурион                 | Centurion                   | армрестлер              |
| 2010      | с | Ответный удар             | Strike Back                 | Хаким Аль Назери        |
| 2010      | ф | Секс в большом городе 2   | Sex and the City 2          | Махмуд                  |
| 2013      | с | Библия                    | The Bible                   | Урия                    |
| 2013      | с | Новые трюки               | New Tricks                  | сторонник Рафаэля Круза |
| 2014      | с | Перевозчик                | Transporter: The Series     | Оливер Дассин           |
| 2014      | с | Шестерёнки                | Engrenages                  | Тарек Зиани             |
| 2016      | ф | Голограмма для короля     | A Hologram for the King     | Хассан                  |
| 2018      | с | Призрачная башня          | The Looming Tower           | Мухаммед Атта           |
| 2019—2022 | с | Невеста из Бейрута        | Bride of Beirut             | Фарес Дафер             |
| 2020—2021 | с | Маска — кто ты?           | The Masked Singer: انت مين؟ | самого себя             |